# جيوفاني باتيستا باشيليت
جيوفاني باتيستا باشيليت (بالإيطالية: Giovanni Battista Bachelet )‏ (و. 1955 – م) هو سياسي، وفيزيائي من إيطاليا . ولد في روما .تولى منصب عضو مجلس النواب في الجمهورية الإيطالية .
وهو عضواً في الحزب الديمقراطي (إيطاليا) .

## التعليم
تعلم في جامعة روما سابينزا